# 聖安東尼 (弗里堡州)
聖安東尼（法语：St. Antoni；德语：Saint-Antoine）是瑞士的城鎮，位於該國西部，由弗里堡州負責管轄，面積16.79平方公里，海拔高度715米，2011年人口1,924，七成半人口信奉羅馬天主教，人口密度每平方公里115人。

## 外部連結
- Official website （页面存档备份，存于） （德文）